# Carl Neumann
Carl Gottfried Neumann (1832-1925) va ser un matemàtic alemany.

## Vida i Obra
El seu pare era el físic Franz Ernst Neumann i la seva mare era cunyada del matemàtic Friedrich Bessel. Va fer els seus estudis a Königsberg, on va establir relacions d'amistat amb els seus professors universitaris, Richelot i Hesse. Després de obtenir el doctorat el 1855, va llegir la seva tesi d'habilitació a la universitat de Halle el 1858, sota la supervisió d'Eduard Heine.
A continuació va estar fent de professor ajudant a les universitats de Halle (1858-1863), Basilea (1863-1865) i Tubinga (1865-1868). El 1869 va ser nomenat catedràtic de la universitat de Leipzig, substituint el difunt Moebius. La resta de la seva carrera acadèmica serà en aquesta universitat de la que es va retirar el 1911.
El 1864 es va casar amb Hermine Mathilde Elise Klose, qui va morir el 1875 sense haver tingut descendència.
Des de 1869, Neumann va ser fundador i editor (juntament amb Alfred Clebsch) de la prestigiosa revista Mathematische Annalen, que encara es publica avui en dia.
La seva lliçó inaugural a la universitat de Leipzig el 1869, va ser tota una declaració de principis, en la que establia la necessitat d'axiomatització de la física, de tal forma que les matemàtiques permetin el desenvolupament d'una teoria.
Tot i dedicar gairebé tota la seva recerca a la física matemàtica, Neumann no va entrar mai en les discussions dels principis sinó que només va estar interessat en el seu vessant matemàtic, deixant als físics l'experimentació. Els seus treballs més importants van ser en electrodinàmica, fent ús del concepte de potencial.